# Таппер, Стаффан
Стаффан Таппер (швед. Staffan Tapper; 10 июля 1948, Мальмё, Швеция) — шведский футболист, играл на позиции полузащитника в «Мальмё» и национальную сборную Швеции. Пятикратный чемпион Швеции.

## Клубная карьера
Родился в 1948 году в семье Бёрье Таппера, нападающего клуба «Мальмё» 1940-х годов. В профессиональном футболе дебютировал в 1968 году выступлениями за команду «Мальмё», цвета которой и защищал в течение всей своей карьеры, продолжавшейся двенадцать лет. В её составе пять раз становился чемпионом Швеции, четыре раза выигрывал кубок страны.

## Выступления за сборную
В 1971 году дебютировал в официальных матчах в составе национальной сборной Швеции. На протяжении карьеры в национальной команде, которая длилась 8 лет, провел в форме главной команды страны 36 матчей, забив 3 гола.
В составе сборной был чемпионата мира 1974 года в ФРГ, чемпионата мира 1978 года в Аргентине.

## Достижения
«Мальмё»
- Чемпион Швеции (5): 1970, 1971, 1974, 1975, 1977
- Обладатель Кубка Швеции (4): 1973, 1974, 1975, 1978